# Bagno (cykl artykułów)
Bagno – cykl sześciu artykułów (esejów) napisanych przez Stanisława Witkiewicza w 1902 r.

## Charakterystyka
Artykuły były publikowane na łamach Przeglądu Zakopiańskiego (od lipca do listopada 1902), a następnie wydrukowano je we Lwowie (1903), jako całość. Publikacje były wymierzone w doktora Andrzeja Chramca (wójta), a także konserwatywnych członków Rady Gminnej oraz Komisji Klimatycznej, broniły natomiast osoby lekarza klimatycznego, doktora Tomasza Janiszewskiego. Autor piętnował stosunki panujące we władzach miasta, a także dowodził, że przedstawiciele władz intrygują przeciwko tzw. siłom postępowym reprezentowanym przez przybyszów, a wykorzystują w tym celu tradycyjną postawę górali i ich niechęć do obcych. Inicjatywy przybyszów nie zawsze były zgodne z projektami lub interesami Chramca i jego grupy, co rodziło rozliczne konflikty.

## Konsekwencje
W 1903 we Lwowie odbył się proces o Bagno. Oskarżenie wniósł szwagier Chramca, doktor Jan Gaik, któremu Witkiewicz poświęcił w swoim utworze marginalną uwagę. Sąd uwolnił Witkiewicza od zarzutu o zniesławienie. Nie zarządzono jednak przeprowadzenia dowodu w kontekście całych stosunków we władzach miejskich, a jedynie z roli Gaika. Publikacja utworu przyniosła efekt przeciwny do zamierzonego, obóz Chramca uległ konsolidacji, a stosunki miejskie nie poprawiły się. Janiszewskiego bezprawnie usunięto ze stanowiska lekarza klimatycznego. Chramiec rządził jeszcze trzy lata, natomiast wokół Witkiewicza rozpętano bardzo poważną akcję medialną, krytykując nie tylko jego osobę, ale także jego osiągnięcia, ze stylem zakopiańskim na czele. Chramca poparli m.in. hrabia Władysław Zamoyski i malarz Julian Fałat. Zawieszono również wydawanie Przeglądu Zakopiańskiego (przedtem jeszcze usunięto z redakcji Dionizego Beka), rozwiązano Związek Przyjaciół Zakopanego, jak również wstrzymano rozwój stylu zakopiańskiego.
Na długie lata termin Bagno przylgnął na określanie stosunków panujących we władzach Zakopanego. Długo pozostawał w użyciu, nawet wówczas, gdy osoby skrytykowane przez Witkiewicza dawno już nie pełniły swoich funkcji.